# Centrum Wsparcia Teleinformatycznego Sił Powietrznych
Centrum Wsparcia Teleinformatycznego Sił Powietrznych (CWT SP) – instytucja podlegała pod Inspektorat Systemów Informacyjnych, powstała 1 grudnia 2006 z połączenia rozformowanych Centralnego Węzła Łączności Sił Powietrznych oraz Centrum Automatyzacji Sił Powietrznych.
Centrum posiadało własną odznakę pamiątkową zatwierdzoną decyzją Ministra Obrony Narodowej nr 115/MON z 7 kwietnia 2009.
Decyzją Ministra Obrony Narodowej nr 115/MON z dnia 11 września 2012 Centrum Wsparcia Teleinformatycznego Sił Powietrznych przyjęło  imię płk. Ignacego Augusta Boernera.
W związku z rozformowaniem Dowództwa Sił Powietrznych z dniem 1 stycznia 2014 roku jednostka przeszła w podporządkowanie Inspektoratu Systemów Informacyjnych.
Decyzją Nr 118/MON z 21 kwietnia 2016 roku w centrum została wprowadzona oznaka rozpoznawcza w dwóch wersjach: na mundur wyjściowy i mundur polowy.
Na podstawie decyzji Ministra Obrony Narodowej Nr 1/Org./ISI z dnia 31 sierpnia 2017 r. oraz decyzji Ministra Obrony Narodowej Nr 2/Org./ISI z dnia 27 września 2017 r. z dniem 31 grudnia 2017 roku Centrum Wsparcia Teleinformatycznego Sił Powietrznych zostało rozformowane, a podległe Rejony Wsparcia Teleinformatycznego Sił Powietrznych uległy przeformowaniu. Następcą prawnym Centrum został Inspektorat Informatyki.

Insygnia
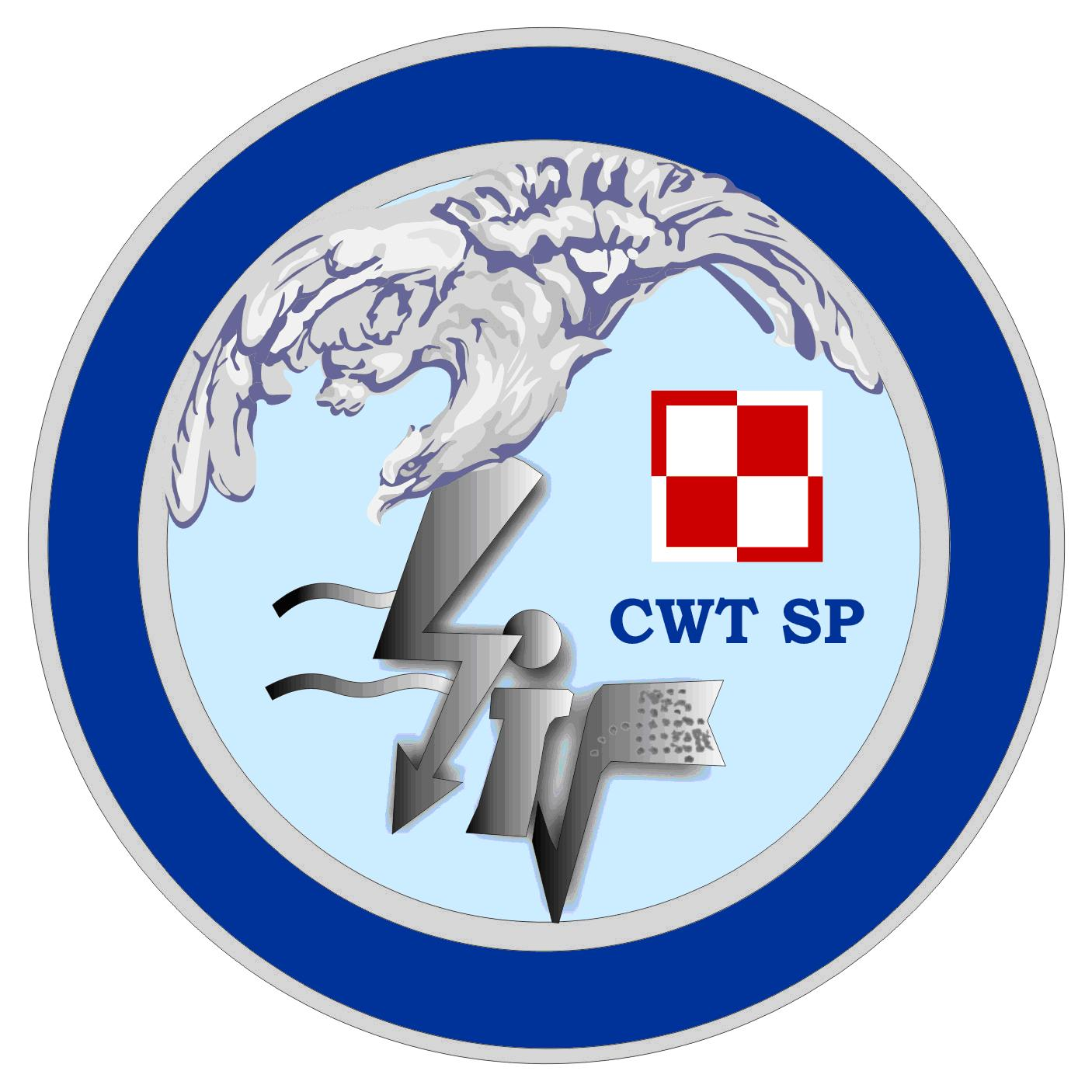
Logo
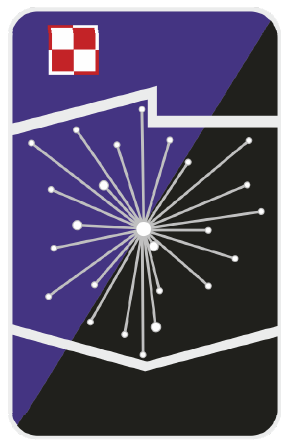
Oznaka rozpoznawcza na mundur wyjściowy
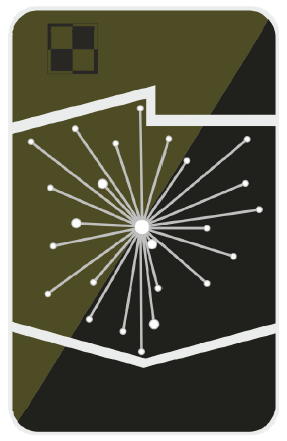
Oznaka rozpoznawcza na mundur polowy

## Zadania
Zadaniem Centrum było zarządzanie systemami teleinformatycznymi i łączności Sił Powietrznych na terenie całego kraju, zapewnienie ciągłości dowodzenia poprzez zapewnienie sprawnej komunikacji pomiędzy głównymi elementami dowodzenia Sił Powietrznych.
Do sprawnego koordynowania działań w strukturach CWT SP służyły Rejony Wsparcia Teleinformatycznego, które odpowiadały za określone obszary odpowiedzialności.
CWT SP współpracowało również z cywilnymi operatorami telekomunikacyjnymi.

## Struktura
- Komenda
- Wydział ogólny
- Pion ochrony informacji niejawnych
- Sekcja wychowawcza
- Wydział planowania logistycznego
- Oddział systemów teleinformatycznych
- Oddział informatyki i zautomatyzowanych systemów dowodzenia

### Jednostki podległe
- 1 Rejon Wsparcia Teleinformatycznego Sił Powietrznych – Babki
- 2 Rejon Wsparcia Teleinformatycznego Sił Powietrznych – Bydgoszcz
- 3 Rejon Wsparcia Teleinformatycznego Sił Powietrznych – Kraków
- 4 Rejon Wsparcia Teleinformatycznego Sił Powietrznych – Warszawa

## Komendanci
- płk mgr inż. Piotr Wojton – 1 grudnia 2006 – 14 listopada  2011
- płk mgr inż. Marek Pałka – 14 listopada  2011 – 31 grudnia 2017